# Lit de Margot
Le Lit de Margot est un menhir situé à Ploufragan dans le département français des Côtes-d'Armor.

## Description
Le menhir est renversé au sol. Il mesure 4,20 m de long pour 2 m de largeur et 1 m d'épaisseur. Il est constitué d'un bloc de dolérite. D'autres blocs de même nature, dont une émergence rocheuse sont visibles près du menhir. Pierre-Roland Giot avait interprété l'ensemble comme une allée couverte très détériorée.